# Gerta von Ubisch
Gerta von Ubisch, född 1882 i Metz, död 1965, var en tysk fysiker och genetiker. Hon blev 1929 den första professorn av sitt kön i Baden, och den andra i Tyskland efter Margarete von Wrangell.